# Стуљани
Стуљани (слч. Stuľany) насељено је мјесто са административним статусом сеоске општине (слч. obec) у округу Бардјејов, у Прешовском крају, Словачка Република.

## Становништво
| Година:    | 1994. | 2004.   | 2014.   | 2024.   |
| ---------- | ----- | ------- | ------- | ------- |
| Број људи: | 612   | 604     | 577     | 545     |
| Разлика:   |       | -1,30 % | -4,47 % | -5,54 % |

| Година:    | 2023. | 2024.   |
| ---------- | ----- | ------- |
| Број људи: | 534   | 545     |
| Разлика:   |       | +2,05 % |

Према подацима о броју становника из 2024. године насеље је имало 545 становника.